# Пражила
Пражила (рум. Prajila) — село в Флорештском районе Молдавии. Является административным центром коммуны Пражила, включающей также сёла Антоновка, Фрунзешты и Михайловка.

## География
Село расположено на реке Реут на высоте 89 метров над уровнем моря.

## Население
По данным переписи населения 2004 года, в селе Пражила проживает 2907 человек (1419 мужчин, 1488 женщин).
Этнический состав села:
| Национальность | Число жителей | Процентный состав |
| -------------- | ------------- | ----------------- |
| молдаване      | 2897          | 99,66             |
| украинцы       | 7             | 0,24              |
| русские        | 2             | 0,07              |
| поляки         | 1             | 0,03              |
| Всего          | 2907          | 100 %             |

## Известные уроженцы
- Хазин, Михаил Григорьевич (род. 1932) — молдавский и русский писатель, журналист, детский поэт и переводчик.